# HPD Ante Bedalov
HPD Ante Bedalov je planinarsko društvo iz Kaštel Kambelovca. 
Društvo su osnovali mladi ljudi iz Kaštel Kambelovca, kao sekciju PD Mosora. Najistaknutije planinarke tog vremena su bile Željka Bulog i Zlata Jurić. Društvo je dobitnik nagrade grada Kaštela za 1996. godinu.

## Izgradnja planinarskih objeata
Otac pokojnog Ante Bedalova, Nenad Bedalov, počeo je s izgradnjom planinarskog skloništa na Kozjaku. Planinari su prepoznali ovu inicijativu i odazvali se na radne akcije izgradnje u velikom broju. U gradnji su sudjelovali planinari iz PD Mosora i mještani Kaštel Kambelovca. Gradnja je trajala desetak godina. Radilo se bez prestanka, iz vikenda u vikend.
Jedna od omiljenijih akcija koje su se obilježavale na domu bio je uspon žena na vrh Kozjaka koji je organiziralo društvo u suradnji s aktivom žena Kaštel Kambelovca. Uz izgradnju doma probijali su se i markirali novi planinarski putevi. Nakon nekog vremena je donesena odluka da se sekcija Ante Bedalov izdvoji iz PD Mosor i da se osnuje samostalno planinarsko društvo. Nakon toga, donesena je odluka da se sklonište Ante Bedalov napusti i da se započne s izgradnjom nove planinarske kuće - doma Pod Koludrom.
Zemlja za izgradnju doma je ustupila župe Sv. Mihovila u Kaštel Kambelovcu. S izgradnjom doma započelo se 15. siječnja 1992. godine, točno na dan međunarodnog priznanja Republike Hrvatske. Dom je otvoren 6. ožujka 1993., povodom Dana grada, kada je i utemeljen planinarski put Kolijevkom Hrvatske Državnosti.

## Sekcije
HPD "Ante Bedalov" ima četiri sekcije (u zagradama su predsjednici sekcija):
1. Izletnička sekcija (Renata Tadin)
2. Sekcija markacista (Ante Ivanović)
3. Foto sekcija (Tonči Jurašin)
4. Čuvari prirode (Mirko Šiško)
5. Športsko-penjačka sekcija (Ivo Bedalov - Abesinac)